# いたずら天使
いたずら天使（いたずらてんし、英語: The Flying Nun）はテレ・リオスが1965年に出版した『The Fifteenth Pelican』を原作として、スクリーン ジェムズが制作したアメリカのシットコムである。ABCが1967年9月7日から1970年4月3日まで、全82作品（1時間のパイロット版含む）を放送した。主役のシスター・バートリル役をサリー・フィールドが演じている。

## 物語
物語はプエルトリコ島のサンフアンにあるサンタンコ修道院を舞台に、そこで暮らす修道女の一団が起こす騒動を描く。物語に笑いを持ち込むのが空を飛ぶ能力を持つ見習い修道女、シスター・バートリルである。
シスター・バートリルはシカゴの出身で、本名はエルシー・エスリントンという。家族はみな医療従事者であるが、伝道の仕事をしていたおばの影響で修道女となり、シスター・バートリルを名乗る。物語の第1話でニューヨークからサンタンコ修道院に到着したシスター・バートリルは、海岸の絶壁の上に位置する修道院を吹きすさぶ風に乗って空を飛ぶことができることを発見する。この飛行能力は修道院周辺の強風に加えて、90ポンド（約41キログラム）に満たないシスター・バートリルの身の軽さと、翼状の修道女帽子の着用との相乗効果によって実現される。しかしシスター・バートリルより体重の軽い少年が同じ帽子をかぶっても飛ぶことはできず、シスター・バートリル自身も激しい雨や嵐の中、あるいは帽子が変形してしまったときには飛ぶことができない。
物語はシスター・バートリルがこうした独自の飛行能力を駆使しさまざまな問題を解決、あるいはみずから問題を引き起こしながら展開していく。

## 配役
- サリー・フィールド - シスター・バートリル（エルシー・エスリントン）
- マデリーン・シャーウッド - 修道院長で謹厳な人物。
- マージ・レッドモンド - シスター・ジャクリーン、ユーモアを解し、各話で語り手を務める。
- シェリー・モリソン - シスター・シクスト、プエルトリコ人で、英会話に苦労している。
- リンダ・ダンシル - シスター・アナ
- ヴィトー・スコッティ - ガスパール・フォメント警部
- アレハンドロ・レイ - カルロス・ラミレス、地元のカジノ経営者で遊び人。

### 吹き替え
- シスター・バートリル: 太田淑子
- カルロス・ラミレス: 大塚周夫

## 制作
1965年、ABCは新進女優のサリー・フィールドを主演に起用したシチュエーション・コメディ『ギジェットは15才』の放送を開始した。番組は視聴率の不振により翌年には打ち切りが決定したが、打ち切りが報じられるとABCには抗議の手紙が多数寄せられた。このころ、『ギジェットは15才』の制作を担当したハリー・アッカーマンのもとに、プロデューサーのマックス・ワイリーが、テレ・リオスの『The Fifteenth Pelican』のテレビ化の話を持ち込み、次のフィールド主演作として企画されたのが『いたずら天使』である。
脚本のバーナード・スレードは既にフィールド主演を前提に書き進めていたが、映画に目を向けていたフィールドは当初『いたずら天使』への出演を拒み、制作にあたったスクリーン・ジェムズは主役にロン・トループを起用してパイロット版の撮影を始めた。しかしフィールドは『卒業』『哀愁の花びら』といった映画でオーディションに落ち、継父で俳優のジャック・マホニーからも『いたずら天使』の仕事を受けなければもうこの世界でやっていくことはできない、と脅かされて翻意し、主演を務めることになった。
また修道院を舞台としたコメディという番組の内容から、懸念されたのは宗教界の反応であった。批判を避けるため、番組は教会とも相談しながら制作が進められ、各回はNational Catholic Office for Radio and Television (NCORT)の監修を受けることになった。教会との協議の過程で主人公のシスター・バートリルが「正式に誓いを立てる前の見習い修道女」と設定を変えられはしたものの、NCORTは番組が教会の宣伝になるとして好意的な反応を示した。
撮影はパイロット版と各話のオープニング、エンディング部分についてはプエルトリコで行われたが、その他の部分はカリフォルニアで撮影された。フィールドの回想によれば撮影現場は屈辱的で、飛行場面の撮影のためクレーンから吊り下げられたフィールドをスタッフが取り囲み、ひどいときには肩をつかまれ小道具のように位置を直されたりしたという。
第2シーズンに入ると物語はどたばたや露骨なギャグなど徐々にお笑いに傾斜していく傾向が見られ、第3シーズンでは初期に見られた温かく優しい雰囲気に戻すべく軌道修正が行われた。第3シーズンでは撮影時にフィールドが最初の子を身ごもっており、外見からもそれとわかる状態になっていた。フィールドが演じる役が宗教的理由で独身であるはずの役であり、かつ風に飛ばされるほど軽い、という設定であることを考えると、これは大問題であった。制作陣は小道具や風景でうまくフィールドの下腹部を隠したり、飛行場面では代役を使ったりして回避することを余儀なくされた。
こうした努力にもかかわらず、番組は第3シーズンで打ち切りとなった。フィールドは前作『ギジェットは15才』のギジェット役には愛着を感じているが、『いたずら天使』には恥ずかしさしか感じない、と総括している。

## 放送
『いたずら天使』は『奥さまは魔女』『すてきなアン』とともに、ABCのコメディ枠の一番組として位置付けられていた。第1シーズンおよび第2シーズンは木曜日の夜8時（東部標準時）からの放送で、裏番組は『西部の王者ダニエル・ブーン』であった。番組は当初は高い視聴率を獲得したが、回が進むにつれ視聴率は低下していった。第2シーズンでは『西部の王者ダニエル・ブーン』のほか『ハワイ5-0』とも競合した。第3シーズンでは放送時間が水曜夜7時半（東部標準時）からに移され、『グレン・キャンベル・グッド・タイム・アワー』が裏番組となった。どの時期においても『いたずら天使』は裏番組の視聴率を上回ることができず、結局番組は打ち切りとなった。人気のあった初期を含めて、ニールセンの上位30位を占めることはなかった。
日本では1968年9月10日から1969年4月1日までTBS系列で放送。放送時間は火曜21:30 - 22:00（JST）で、2年7ヶ月続いた海外作品『奥さまは魔女』の次番組として放送された。

## 受賞
番組は批評家には不評であったが、シスター・ジャクリーンを演じたマージ・レッドモンドは、1967-68年におけるこの役の演技でエミー賞の最優秀助演女優賞（コメディ・シリーズ）にノミネートされた。しかし同賞は『奥さまは魔女』でクララおばさんを演じたマリオン・ローンが受賞し、レッドモンドは受賞を逃した。

## DVD
ソニー・ピクチャーズ・ホーム・エンタテインメントは『いたずら天使』の第1シーズンを2006年3月21日に、第2シーズンを2006年8月15日に、それぞれリージョン1でリリースした。第3シーズンのDVDはリリースされていない。
| 名称                    | 話数 | 発売日        |
| ----------------------- | ---- | ------------- |
| The Complete 1st Season | 31   | 2006年3月21日 |
| The Complete 2nd Season | 26   | 2006年8月15日 |
| The Complete 3rd Season | 26   | TBA           |

## 書籍
放送時には、放送と連動した書籍のシリーズが刊行された。
- Miracle At San Tanco
- The Littlest Rebels
- Mother of Invention
- The Little Green Men
- The Underground Picnic